# Casa Jacomet
La Casa Jacomet, o Casa Jordà, és una casa de la Plaça de la República de la vila de Prada, de la comuna del mateix nom, a la comarca del Conflent, a la Catalunya del Nord.
Està situada a la Plaça de la República, a la cantonada meridional amb el Carrer del Palau de Justícia, amb l'entrada en el número 1 d'aquest carrer. És pràcticament al davant de l'església de Sant Pere de Prada i al costat septentrional de l'antiga Casa de la Vila.
És una casa de planta baixa, dos pisos i golfes, modernament habilitades com un pis més, on, malauradament, la planta baixa ha estat del tot alterada per la instal·lació d'una oficina bancària. El primer esment d'aquesta casa es troba en un capbreu fet l'any 1504, quan Bartomeu Saura, de Prada, confessà tenir una casa al costat de la plaça d'aquesta població.